# Huset Babenberg
Huset Babenberg var en slægt i Østrig, som havde titler som markgrever og hertuger i tiden før Huset Habsburg kom til magten. Slægtens storhedstid var perioden fra 976 til 1248.